# Bajo Otra Luz
Bajo Otra Luz – trzeci singiel kanadyjskiej piosenkarki Nelly Furtado z jej czwartego studyjnego albumu Mi Plan. Wysłany do wszystkich radiostacji 4 maja 2010. W piosence śpiewa Julieta Venegas oraz La Mala Rodríguez, słowa do piosenki napisane były przez Venegas.

## Wydanie
Singiel „Bajo Otra Luz” został udostępniony 31 sierpnia 2009 r, do pobrania na stronie iTunes.
Z singla został wykluczony wokal Juliety Venegas, a także nie wystąpiła ona w teledysku, ponieważ była w zaawansowanej ciąży.

## Lista piosenek
Digital download
1. „Bajo Otra Luz” (album version) – 4:20
2. „Bajo Otra Luz” (radio edit) – 3:35

## Teledysk
Wideo nagrane 1 lipca, 2010 ukazuje Nelly i La Mala Rodríguez idące przez ulice Little Italy, w Toronto mające na sobie różne stroje i kostiumy.
Wideo zostało obejrzano ponad 4 500 000 razy na stronie Nelly Furtado w przeciągu jednego tygodnia.

## Historia wydania singla
| Region        | Date            | Format                                       | Label   |
| ------------- | --------------- | -------------------------------------------- | ------- |
| Canada        | August 31, 2009 | Digital download (iTunes promo release only) | Nelstar |
| Mexico        | August 31, 2009 | Digital download (iTunes promo release only) | Nelstar |
| United States | May 4, 2010     | Radio premiere                               | Nelstar |
| United States | June 15, 2010   | Digital download (Official release)          | Nelstar |

## Notowanie
| Notowanie         | Najwyższa pozycja |
| ----------------- | ----------------- |
| Panama Top 100    | 3                 |
| Venzeuela Top 100 | 91                |
| Argentina Top 40  | 10                |

## Notowanie w Polsce
| Lista            | Pozycja |
| ---------------- | ------- |
| Radio Elbląg     | 1       |
| Radio dla Ciebie | 2       |